# Aphoebantus cervinus
Aphoebantus cervinus är en tvåvingeart som beskrevs av Friedrich Hermann Loew 1872. Aphoebantus cervinus ingår i släktet Aphoebantus och familjen svävflugor. Inga underarter finns listade i Catalogue of Life.